# Jägarnas riksförbund
Jägarnas Riksförbund är en förening som grundades 1938 och senare gick samman med "Landsbygdens jägare". Efter sammanslagningen kallades föreningen "Jägarnas Riksförbund-Landsbygdens Jägare". Sedan har det ursprungliga namnet Jägarnas Riksförbund återtagits. Jägarnas Riksförbund finns representerat över hela landet och har kansli i Södertälje. Föreningen har c:a 40 000 medlemmar (2017). 
Föreningen främjar god jakt, viltvård och naturvård. Man verkar även för att motverka byråkrati och tjänstemannastyre inom jakten samt tillvaratar även de mindre markägarnas intressen. Utbildning inom jakt och viltvård bedrivs och föreningen har en kursgård, Glimmingen (Bohuslän). Man har även en ungdomsverksamhet som bl.a. anordnar vildmarksläger. Jägarnas Riksförbund utger tidskriften Jakt & Jägare.
Nuvarande ordförande är Solveig Larsson, och bland tidigare ordföranden finns Evert Antonsson 1978-2000 och Conny Sandström 2000-2009.